# The British Columbia Regiment (Duke of Connaught's Own)
The British Columbia Regiment (Duke of Connaught's Own) (abrégé en BCR (DCO)), littéralement « Le Régiment de la Colombie-Britannique (propre du duc de Connaught) », est un régiment de reconnaissance blindée de la Première réserve de l'Armée canadienne des Forces armées canadiennes. Il fait partie du 39e Groupe-brigade du Canada au sein de la 3e Division du Canada. Il fut créé en 1883 et est ainsi la plus vieille unité militaire à Vancouver en Colombie-Britannique. Il est stationné dans le manège militaire de la rue Beatty. Le régiment a été auparavant classifié successivement en tant qu'artillerie de garnison, de fusiliers, d'infanterie et de régiment blindé, mais a sa classification actuelle de reconnaissance blindée depuis 1965. Il fait partie du Corps blindé royal canadien depuis 1942. Au cours de son histoire, il a reçu 41 honneurs de bataille.

## Perpétuations
The British Columbia Regiment (Duke of Connaught's Own) perpétue l'histoire des unités suivante :
- 7th Battalion (1st British Columbia), CEF (en)
- 29th Battalion, (Vancouver), CEF (en)
- 30th Battalion, CEF
- 62nd Battalion (British Columbia), CEF
- 102nd Battalion CEF
- 121st Battalion (Western Irish), CEF (en)
- 158th Battalion (The Duke of Connaught's Own), CEF (en)

Il fut également amalgamé avec The Irish Fusiliers of Canada (Vancouver Regiment) en 2002 et perpétue donc son histoire ainsi que les unités que ce régiment perpétuait,.

## Histoire

### Guerre d'Afrique du Sud
Lors de la guerre d'Afrique du Sud, le 6th Battalion Rifles fournit des volontaires au contingent canadien.

### Première Guerre mondiale
Le linéage du British Columbia Regiment (Duke of Connaught's Own) comprend plusieurs unités qui servirent au cours de la Première Guerre mondiale.
| Unité                           | Date d'autorisation | Date d'embarquement pour la Grande-Bretagne | Date de débarquement en France | Formation                                             | Histoire | Date de dissolution |
| ------------------------------- | ------------------- | ------------------------------------------- | ------------------------------ | ----------------------------------------------------- | --- | ------------------- |
| 7th Batallion, CEF              | 10 août 1914        | 28 septembre 1914                           | 15 février 1915                | 2e Brigade canadienne de la 1re Division canadienne   | Combattit en France et en Flandres jusqu'à la fin du conflit | 30 août 1920        |
| 29th Batallion, CEF             | 7 novembre 1914     | 20 mai 1915                                 | 17 septembre 1915              | 6e Brigade d'infanterie de la 2e Division canadienne  | Combattit en France et Flandres jusqu'à la fin du conflit | 30 août 1920        |
| 30th Batallion, CEF             | 27 octobre 1914     | 23 février 1915                             |                                |                                                       | Rebaptisé 30th Reserve Batallion, CEF le 18 avril 1915 et fournit des renforts au Corps d'armée canadien en campagne ; son personnel fut transféré au 1st Reserve Batallion, CEF le 4 janvier 1917 | 1er septembre 1917  |
| 62nd "Overseas" Batallion, CEF  | 20 avril 1915       | 20 mars 1916                                | 12 août 1916                   | 11e Brigade d'infanterie de la 4e Division canadienne | Combattit en France et Flandres jusqu'à la fin du conflit | 30 août 1920        |
| 121st "Overseas" Batallion, CEF | 22 décembre 1915    | 14 novembre 1916                            |                                |                                                       | Fournit des renforts au Corps d'armée canadien en campagne ; son personnel fut transféré au 16th Reserve Batallion, CEF le 10 janvier 1917                                                         | 17 juillet 1917     |
| 158th "Overseas" Batallion, CEF | 22 décembre 1915    | 14 novembre 1916                            |                                |                                                       | Fournit des renforts au Corps d'armée canadien en campagne ; son personnel fut transféré au 1st Reserve Batallion, CEF le 4 janvier 1917                                                           | 27 juillet 1917     |

Le 6th Regiment "The Duke of Connaught's Own Rifles" et le 11th Regiment Irish Fusiliers of Canada furent mobilisés pour le service actif le 6 août 1914. Ils fournirent des services de protection locaux.

### Seconde Guerre mondiale

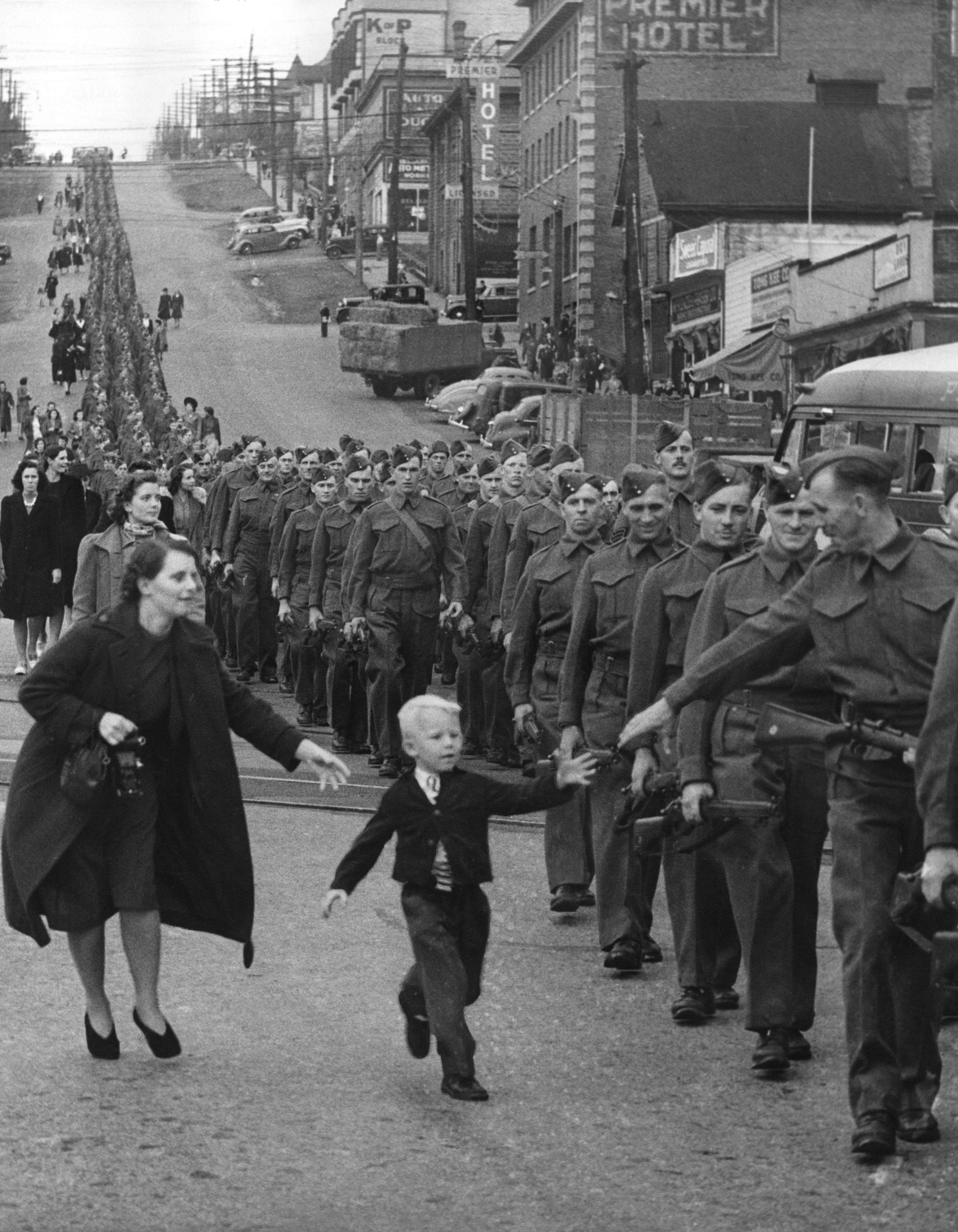
The British Columbia Regiment (Duke of Connaught's Own) marchant à New Westminster en Colombie-Britannique en 1940

Des éléments du British Columbia Regiment, des Irish Fulisiers et de la 102nd Battery furent mobilisés le 26 août 1939 et placés en service actif le 1er septembre 1939 respectivement en tant que The British Columbia Regiment (Duke of Connaught’s Own Rifles), CASF (Details), Irish Fusiliers (Vancouver Regiment), CASF (Details) et 102nd (North British Columbia) Heavy Battery, RCA, CASF (Details) afin de fournir des services de protection locaux. Ces derniers furent dissous le 31 décembre 1940.
Le 21 mai 1940, The British Columbia Regiment mobilisa The British Columbia Regiment (Duke of Connaught’s Own Rifles), CASF pour le service actif. Le 7 novembre 1940, ce dernier fut rebaptisé 1st Battalion, The British Columbia Regiment (Duke of Connaught’s Own Rifles), CASF. Le 26 janvier 1942, celui-ci fut converti en une unité blindée et rebaptisé 28th Armoured Regiment (The British Columbia Regiment), CAC, CASF. Le 2 août 1945, il fut de nouveau rebaptisé en 28th Armoured Regiment (The British Columbia Regiment), RCAC, CASF. Le 21 août 1942, il s'embarqua pour la Grande-Bretagne et débarqua en France le 28 juillet 1944 en tant que composante de la 4e Brigade blindée de la 4e Division canadienne avec laquelle il combattit dans le Nord-Ouest de l'Europe jusqu'à la fin de la guerre. Le régiment outremer fut dissous le 15 février 1946.
Le 1er janvier 1941, les Irish Fusiliers mobilisèrent le 1st Battalion, Irish Fusiliers (Vancouver Regiment), CASF pour le service actif. Ce dernier servit en tant que composant de la 18e Brigade d'infanterie de la 6e Division canadienne (en) pour la défense territoriale au Canada. Il servit également en^garnison en Jamaïque du 18 mai 1943 au 6 août 1944. Le 10 janvier 1945, il s'embarqua pour la Grande-Bretagne où il fournit des renforts aux troupes canadiennes en campagne. Il fut dissous le 19 janvier 1945.
Le 12 mai 1942, les Irish Fusiliers mobilisèrent également le 3rd Battalion, Irish Fusiliers (Vancouver Regiment), CASF pour le service actif. Ce dernier servit en tant que composante de la 19e Brigade d'infanterie de la Région du Pacifique pour la défense territoriale au Canada. Il fut dissous le 15 août 1943.
Le 1er janvier 1941, la 102nd Battery mobilisa la 102nd (North British Columbia) Heavy Battery, RCA, CASF pour le service actif. Le 1er mai 1942, cette dernière fut rebaptisée 102nd Coast Battery, RCA, CASF. Elle servit au Canada en tant que composante du 17th (North British Columbia) Coast Regiment, RCA, CASF. Elle fut dissoute le 31 octobre 1945.

### Histoire récente
Le 13 juin 2002, The Irish Fusiliers of Canada (Vancouver Regiment) ont été amalgamés au British Columbia Regiment (Duke of Connaught's Own). Ceux-ci avaient un effectif nul et faisaient partie de l'ordre de bataille supplémentaire depuis le 19 mars 1965,.

## Honneurs de bataille
The British Columbia Regiment (Duke of Connaught's Own) a reçu un total de 41 honneurs de bataille.
| Guerre d'Afrique du Sud         | Guerre d'Afrique du Sud |
| ------------------------------- | ----------------------- |
| Afrique du Sud 1899-1900        |                         |
| Première Guerre mondiale        |                         |
| YPRES, 1915, '17                | Gravenstafel            |
| St Julien                       | FESTUBERT, 1915         |
| Mont Sorrel                     | SOMME, 1916, '18        |
| Flers-Courcelette               | Thiepval                |
| Ancre Heights                   | Ancre, 1916             |
| ARRAS, 1917, '18                | Vimy, 1917              |
| Arleux                          | COTE 70                 |
| Passchendaele                   | AMIENS                  |
| Scarpe, 1917, '18               | Drocourt-Quéant (en)    |
| LIGNE HINDENBURG                | Canal du Nord           |
| Cambrai, 1918                   | VALENCIENNES (en)       |
| FRANCE ET FLANDRES, 1915-18     |                         |
| Seconde Guerre mondiale         |                         |
| FALAISE                         | Chemin Falaise          |
| La Laison                       | Chambois                |
| L'Escaut                        | Le Bas-Maas             |
| LE RHINELAND                    | Le Hochwald             |
| Veen                            | Canal de Twente         |
| Canal de Küsten                 | Bad Zwischenahn         |
| NORD-OUEST DE L'EUROPE, 1944-45 |                         |
| Guerre d'Afghanistan            |                         |
| AFGHANISTAN                     |                         |

Le régiment possédait l'honneur de bataille « POURSUITE VERS MONS », mais celui-ci ne peut pas être perpétué aux côtés des honneurs de bataille « VALENCIENNES » ou « SAMBRE » et le régiment s'est vu attribuer celui de Valenciennes lors de son amalgamation avec The Irish Fusiliers of Canada (Vancouver Regiment).

## Structure
Le commandant du régiment est le major D.C. Evans.

## Équipement
Le régiment est équipé de véhicules utilitaires légers G Wagon et de mitrailleuses polyvalentes C6.

## Musique
Le régiment comprend deux fanfares volontaires : le British Columbia Regiment Band et le British Columbia Regiment Irish Pipes and Drums.

## Symboles et traditions
Le colonel honoraire du régiment est le lieutenant-colonel Scott Shepherd.
L'insigne du régiment est une feuille d'érable de sinople chargée de deux listels superposés d'or portant l'inscription « BRITISH COLUMBIA », c'est-à-dire « COLOMBIE-BRITANNIQUE » en anglais, et soutenue d'un listel d'argent portant l'inscription « FRANCE FLANDERS 1915-18 », c'est-à-dire « FRANCE FLANDRES 1915-18 » en anglais, au-dessus d'un cor aussi d'argent. Le tout est entouré d'une couronne de laurier de sinople sommée de la couronne d'un fils cadet de souverain dans ses couleurs naturelles et entortillée d'un listel d'argent portant des inscriptions de quelques honneurs de bataille du régiment. Sous la couronne, il y a deux listels brochant d'argent superposés portant les inscriptions des honneurs de bataille d'Afrique du Sud 1899-1900 et d'Ypres 1915-17 en anglais. En pointe, il y a un listel brochant d'argent portant l'inscription « DUKE OF CONNAUGHT'S OWN RIFLES ». Toutes les inscriptions de l'insigne sont de sable. La couronne représente celle du prince Arthur, duc de Connaught, symbolisant le lien entre le duc et le régiment original. De leurs cotés, la feuille d'érable et les listels perpétuent le 7th Canadian Infantry Battalion, CEC (en). Le clairon, la couronne de laurier et l'inscription
« DUKE OF CONNAUGHT'S OWN RIFLES » rappellent que l'unité était un régiment de voltigeurs de 1900 à 1920 et de 1930 à 1946.

## Affiliations
The British Columbia Regiment (Duke of Connaught's Own) a un régiment affilié : The Rifles de la British Army. Il était originellement associé aux Royal Green Jackets qui furent réorganisés en 2008 pour former The Rifles. Il est également affilié au NCSM Vancouver de la Marine royale canadienne.
Il y a également plusieurs corps des Cadets royaux de l'Armée canadienne de la Colombie-Britannique qui sont affiliés au régiment. Ceux-ci reçoivent de l'aide financière de la part du régiment et ont le droit de porter les insignes régimentaires du BCR (DCO) sur leurs uniformes.
| Corps                                   | Ville        |
| --------------------------------------- | ------------ |
| 2290 (101Duke of Connaught's Own) RCACC | Vancouver    |
| 2381 BCR (Irish Fusiliers) RCACC        | Richmond     |
| 2781 (BCR) RCACC                        | Powell River |
| 2827 (BCR) RCACC                        | Port Moody   |
| 3300 (BCR) RCACC                        | Surrey       |